# Amsterdams Blazers Collectief
Het Amsterdams Blazers Collectief (ABC) is een Nederlands amateurblaasorkest.

## Geschiedenis
Het Amsterdams Blazers Collectief werd in 1984 opgericht door Jan Stroop. Het legt zich toe op de uitvoering van eigentijdse muziek. Het ABC is geen vereniging met vaste leden maar werkt op projectbasis in wisselende samenstelling, omdat de meeste hedendaagse blaasorkestcomposities om steeds wisselende bezettingen van instrumenten vragen. 
Het ABC heeft zich vanaf het begin toegelegd op de uitvoering van (hedendaagse) authentieke muziek voor groot blaasorkest. Dat betekende voornamelijk putten uit buitenlands, vooral Amerikaans, repertoire. Maar inmiddels heeft de blaasmuziekwereld en de groei van de harmonie- en fanfareorkesten een ontwikkeling doorgemaakt waardoor ook veel serieuze componisten het blaasorkest als een bijzonder type orkest zijn gaan zien met ongekende mogelijkheden en eigenschappen. Het ABC wil deze ontwikkeling verder bevorderen en steunen, onder meer met het Fonds voor de Scheppende Toonkunst.
Het ABC heeft vijf wereldpremières en dertien Nederlandse premières op zijn naam staan. Het trad onder meer op tijdens de Gaudeamusweek 1989, in de Klap op de Vuurpijl 1990, het Holland Festival 1991, de Nederlandse Muziekdagen 1992, de Uitmarkt 1995 en in de Klap op de Vuurpijl 1999.

## Dirigenten
Sinds de oprichting in 1984 is Jean Gruter vaste dirigent van het ensemble.